# 第13期本因坊戦
第13期本因坊戦（だい13きほんいんぼうせん）は、1957年（昭和32年）に開始され、1958年7月から本因坊高川秀格と、4年振り2度目の挑戦となる杉内雅男九段による七番勝負が行われ、高川が4勝2敗で本因坊位を防衛、本因坊戦7連覇と記録を伸ばした。またこの後打たれた本因坊・呉清源三番碁の第2局で、終局時にコウの手入れのルール問題が生じた。

## 方式
- 参加棋士 : 日本棋院・関西棋院の棋士の初段以上。
- 予選は、日本棋院と関西棋院それぞれで、1次予選、2次予選を行い、その勝ち抜き者による合同の3次予選で4名の新規リーグ参加者を決める。
- 挑戦者決定リーグ戦は、前期シード者と新参加4名を加えた8名で行う。
- コミは4目半。
- 持時間は、リーグ戦、挑戦手合は各10時間。

## 経過

### 予選トーナメント
新規リーグ参加者は、坂田栄男九段、杉内雅男八、藤沢秀行七段、梶原武雄七段の4名。

### 挑戦者決定リーグ
リーグ戦は前期シードの藤沢朋斎、木谷實、橋本宇太郎、島村利博と新参加4名で行われた。結果は木谷、坂田、杉内の3者が5勝2敗の同率となり、プレーオフで杉内が2度目の挑戦者となった。木谷は11期から3期連続でプレーオフで敗れた。
- 同率決戦1回戦 坂田栄男 - 木谷實
- 同率決戦2回戦 杉内雅男 - 坂田栄男

### 挑戦手合七番勝負
高川本因坊に杉内が挑戦する七番勝負は7月から開始された。事前の予想は五分五分で、予想座談会では「二人がねじり合いをやったら高川さんの方が強いような気がする」「どうもあまり面白い碁はできそうにない。二人の碁風が仕掛けないで相手に追従して打つ型だから」「杉内さんは1分碁になっても冷静。高川さんもそうかもしれないが、彼は冷静といってもある程度たたき返しにいきますからね」と言われ、また高川自身は「杉内さんの碁は寄せもうまいし精神的にもしっかりしていし、じっくり厚く打つ方で、テンポの点ではお互いに調子が合いますね」、杉内は「似ていると言えば似ていますが、違うのも事実でしょう。この前の挑戦手合はアガっていましてね。今度はアガらないでしょう」と語った。
第1局は東京本郷の龍岡で行われ、中盤に杉内のミスで高川が中し勝ち。また当時高川は打ち掛けの夜はパチンコで過ごすことが多かったが、観戦記の梅崎春生は「（本因坊は）さっさと飯を食べ、早速着替えして、池の端のパチンコ屋に飛んで行った。」それをカメラマンが追いかけて撮影してきたと書いた。第2局は別府で行われ、序盤から高川が優勢になり、2連勝とした。第3局は先番杉内が逆転勝ち。第4局は、序盤の高川の打ち過ぎを捉えて杉内が終始リードして、2勝2敗のタイとした。
第6局は箱根強羅の石崎亭で行われ、白番杉内が中盤から優勢になったが、高川は次々と勝負手を仕掛けて、とうとう微細な局面にまで持ち込む。終盤秒読みの中で打った268手目が敗着となり、黒が半目勝ちとなって高川は7連覇を果たした。

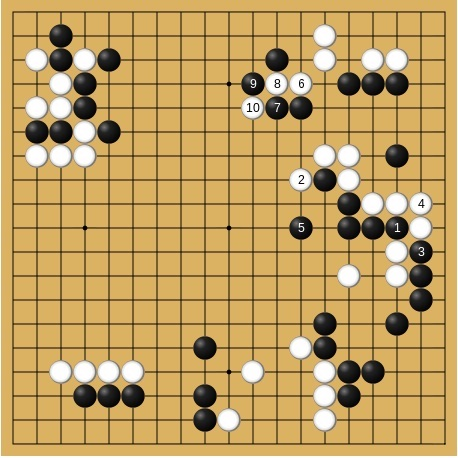
図1（65-75手目）

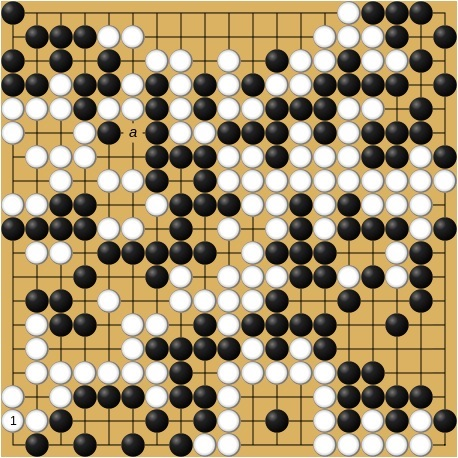
図2（268手目）

先番高川が右辺の白を攻めるが、図1黒1（65手目）から白3子をもぎ取ったために、白6以下上辺を突破されて大局を失った。黒7で8に押さえるのでは、白に6の右下にハネ出されて収拾がつかなくなる。
非勢の黒は、中央を切断させて、右上の黒をコウでしのぐなどでがんばり、少しずつ白の疑問種手が出て細かい形勢となる。両者秒読みとなる中、図2白1（268手目）が敗着で、aと1目取っていれば白半目勝ちだった。黒1とコウを仕掛ける手が残るが、白にもコウ材があり、また黒がコウ材で右上白を取って白が下辺黒を取る振り替わりでも白の半目勝ちとなる。283手まで黒半目勝ち。
最後は高川も秒読みになっていて目算ができておらず、終局した時に杉内は「少し負けましたね」と言い、高川は「僕には分からないんだ。そうですか」と言った。尾崎一雄の観戦記では「共に一分碁、秒読みの声に追い立てれながらも、杉内さんは端然としていて、高川さんの方はいつもの冷静さがまるで見られす、『弱ったな!』とか『負けた!』とか、それこそ絞り出すようなうめき声を挙げていた。（略）これまでこんな高川さんを見たことがない。で、これは高川さんの負けらしいと思っていた」と書かれた。またカメラマンは控室の雰囲気で杉内勝ちと思い込んで杉内に「笑ってください」と言ってしまい、観戦に来ていた漫画家の堤寒三も翌日杉内宅に「おめでとうございます」と電話をかけてしまうという後日談も生まれた。
この対局中は、両者とも記録係に「58秒、打ってください」と言われて、「うー」とうめきながら石を持った手を盤上でぐるぐる回す具合で、その後日本棋院では秒読みは「50秒」に続いて「1、2、3」と読んで、「10」と言われたら時間切れ負けとする制度とした。

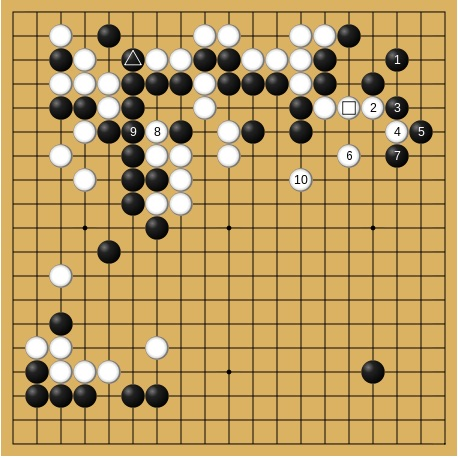
（75-84手目）

杉内が白番で完勝した第4局。序盤左上の黒△（25手目）の趣向から苦戦となり、右上白□（74手目）の動き出しが厳しい。白10まで上辺の黒を取りきって、「勝負あった感がある」。

## 本因坊対呉清源三番碁
恒例の本因坊対呉清源三番碁の前に、挑戦権を争った坂田栄男と杉内雅男との対局が行われ、呉の2勝となった。

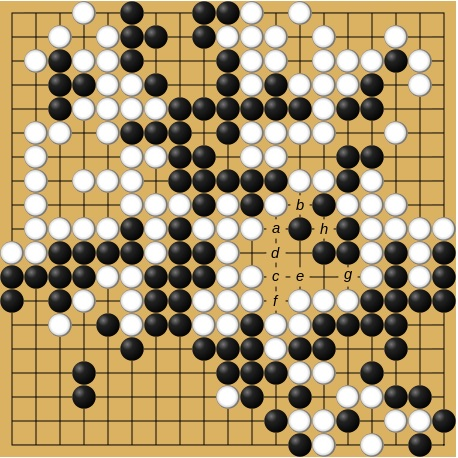
第2局終局図

高川と呉の三番碁は、1958年12月17-18日に第1局が行われ、高川が白番中押勝ち。続く翌1959年の第2、3局目も高川が勝って、3連勝。前回の第3局で11連敗後の初の1勝をあげたのに続いて、捲土重来となった。この第2局の244手で終局した場面で、「手入れ」の問題が生じた。終局図から中央の白地には、黒aから黒g、白hまで本コウになる手段が残っている。日本棋院の囲碁規約では、白がコウ材有利であっても、本コウが残っている場合は、手入れが必要となっているが、呉は日本棋院の棋士でなく、またコウ材が白有利であるため、手入れ不要と主張した。この場合、手入れをすれば黒半目勝ち、手入れなしなら白半目勝ちとなる。
双方で2時間ほど話し合ったが決着がつかず、立会人の長谷川章七段が、黒半目勝ちと判定した。後日、呉、日本棋院、毎日新聞の三者で話し合い、日本棋院は規約の不備の見直しをすることとし、呉も今後は日本棋院の棋士との対戦では規約に従って打つこととした。その後これがきっかけで、1964年に囲碁規約改正委員会が作られた。